# Cornelis Keesman

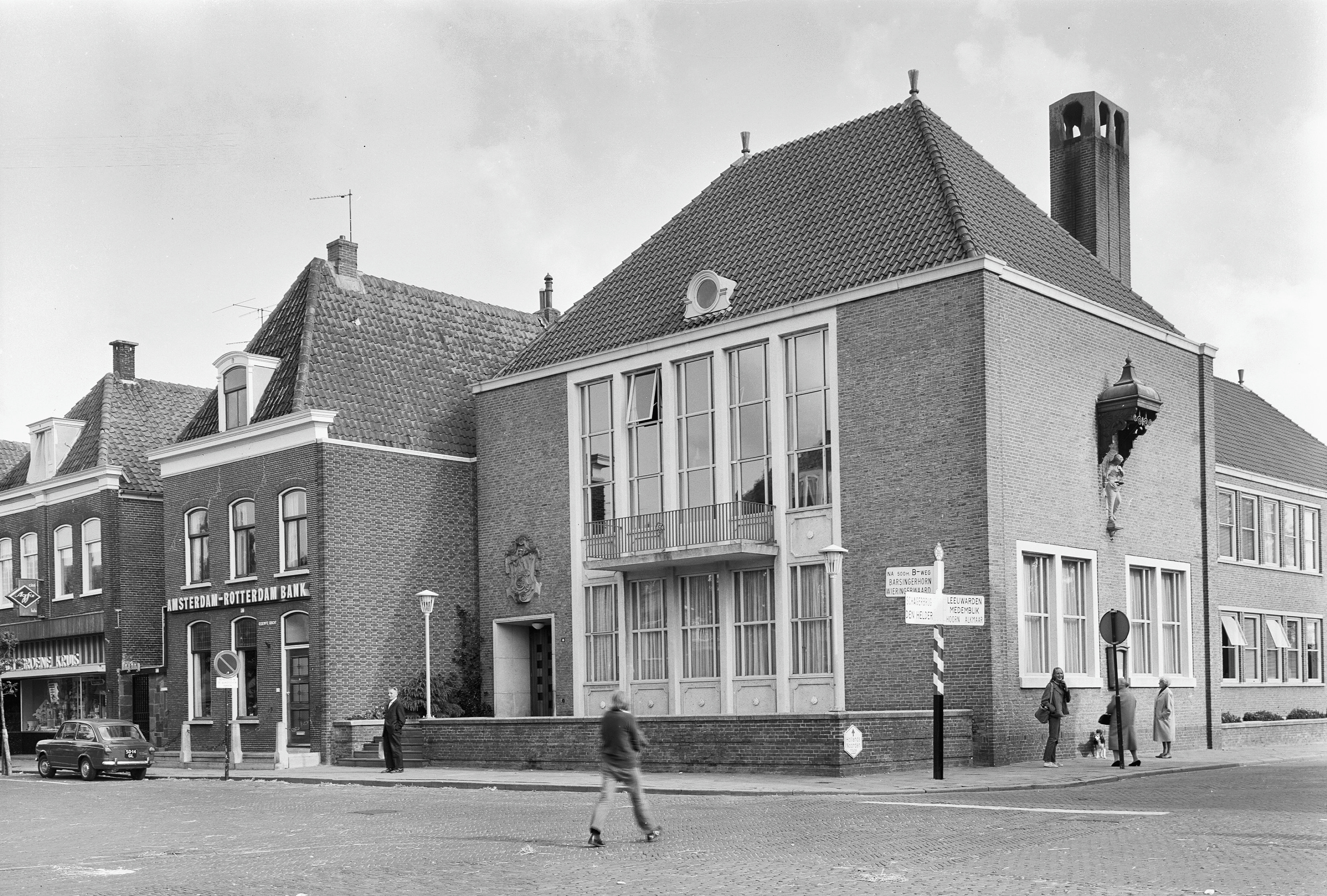
Voormalige gemeentehuis Schagen (1968)

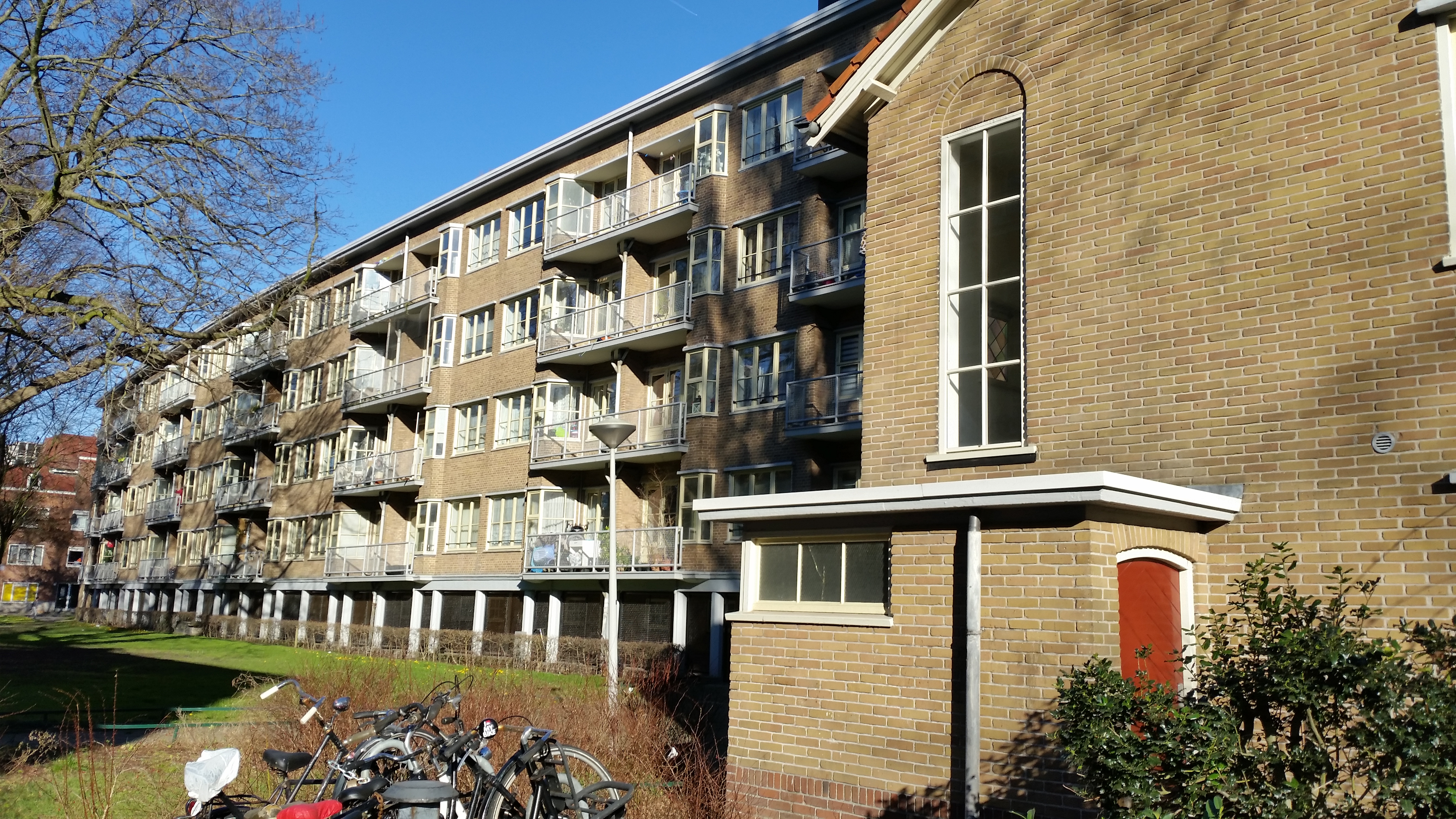
Een van de Keesmanblokken (2019)

Cornelis Keesman (Schagen, 15 maart 1905 – Schagen, 22 september 2007) was een Nederlands architect en stedenbouwkundige.
Hij was zoon van Neeltje Pool en Jan Keesman, beiden uit West-Friesland. Vader was timmerman/aannemer. Hijzelf was tussen 1927 en 1959 (echtscheiding) getrouwd met boerendochter Neeltje Nieuwland en hertrouwde met Annie G. van den Tooren. 
Hij kreeg een opleiding aan de Hogereburgerschool in Alkmaar en ging aan de slag bij een bouwbedrijf. Vanaf 1930 studeerde hij aan de TH Delft en rondde die studie in 1935 als bouwkundig ingenieur af. Die studie weerhield hem er niet van al met ontwerpen te beginnen. Eén van zijn eerste ontwerpen was voor een verpleegtehuis in Schagen. Na zijn studie werkte hij vanuit Alkmaar aan zijn ontwerpen. Een van de opdrachten uit die tijd was het ontwerp van een nieuwe voorgevel van De Arbeiderspers te Arnhem (1937-1939); een ander kwam van de coöperatieve zuivelfabriek in Alkmaar (1940/1941) en het gemeentebestuur van Oterleek. In 1948 kwam een complex tot stand van 144 woningen, dat ingepast werd in het Algemeen Uitbreidingsplan van Cornelis van Eesteren en Ko Mulder, gelegen in Amsterdam-West. De blokken, nog uiterst sober vanwege de schaarste als gevolg van de Tweede Wereldoorlog en de wederopbouw, werden als Keesmanblokken later een gemeentelijk monument. Mulder droeg daar wellicht aan bij, zij maakte het ontwerp van het voorliggende Gibraltarbadje. Ander werk van hem in Amsterdam kan gevonden worden in een samenwerking met Arthur Staal voor de Algemene Woningbouw Vereniging in Elckerlycstraat, Erasmusgracht, Busken Blaserstraat, Hoofdweg en Abraham Staalmanplein. Na die Amsterdamse werkte hij voornamelijk in de kop van Noord-Holland, want later volgde een opdracht voor een nieuw ontwerp voor het gemeentehuis te Schagen. Dat gebouw viel op vanwege het vele baksteen, maar ook met het grote glasoppervlak in de voorgevel. Ook dat oorspronkelijke gebouw uit 1961 is een gemeentelijk monument. Te noemen projecten zijn een gebouw voor Het Landbouwhuis aan het Noordhollandsch Kanaal (1968) en een  kantoorgebouw voor Stoel Bouwstoffen BV (1971, Alkmaar). 
Voor wat betreft stedenbouwkundig werk werd hij ingeschakeld bij de (her)inrichting van de Wieringermeer (1945-1948) en Kooimeer, Alkmaar met seniorenwoningen en –centrum. Voor dat laatste complex schakelde hij Staal weer in. 
Zijn ontwerpen voor Amsterdam werden meerdere malen aangepast bij renovatie, waarbij iedere keer werd bekeken of die aanpassingen nog wel lonend waren of dat overgegaan moest worden tot sloop. Zo was het moeilijk de portiekflats te isoleren; daar was in de krappe woningen veelal geen plaats voor en buitenisolatie pakte niet altijd goed.  
Keesman had aandacht voor het onderwijs, met name Vakonderwijs in West-Friesland en een streekschool voor Heerhugowaard.  
In 1978 werd hij benoemd tot ridder in de Orde van Oranje-Nassau.
Lang nadat zijn Amsterdamse periode tot een eind was gekomen overleed Keesman op 102-jarige leeftijd. Keesman werd begraven op begraafplaats De Hoep in Schagen. Middels één steen worden herdacht moeder Neeltje Pool (1877-1952), vader Jan Keesman (1878-1953), echtgenote Annie G. van den Tooren (1916-2002) en Cornelis Keesman.